# Roberto Vidal Bolaño

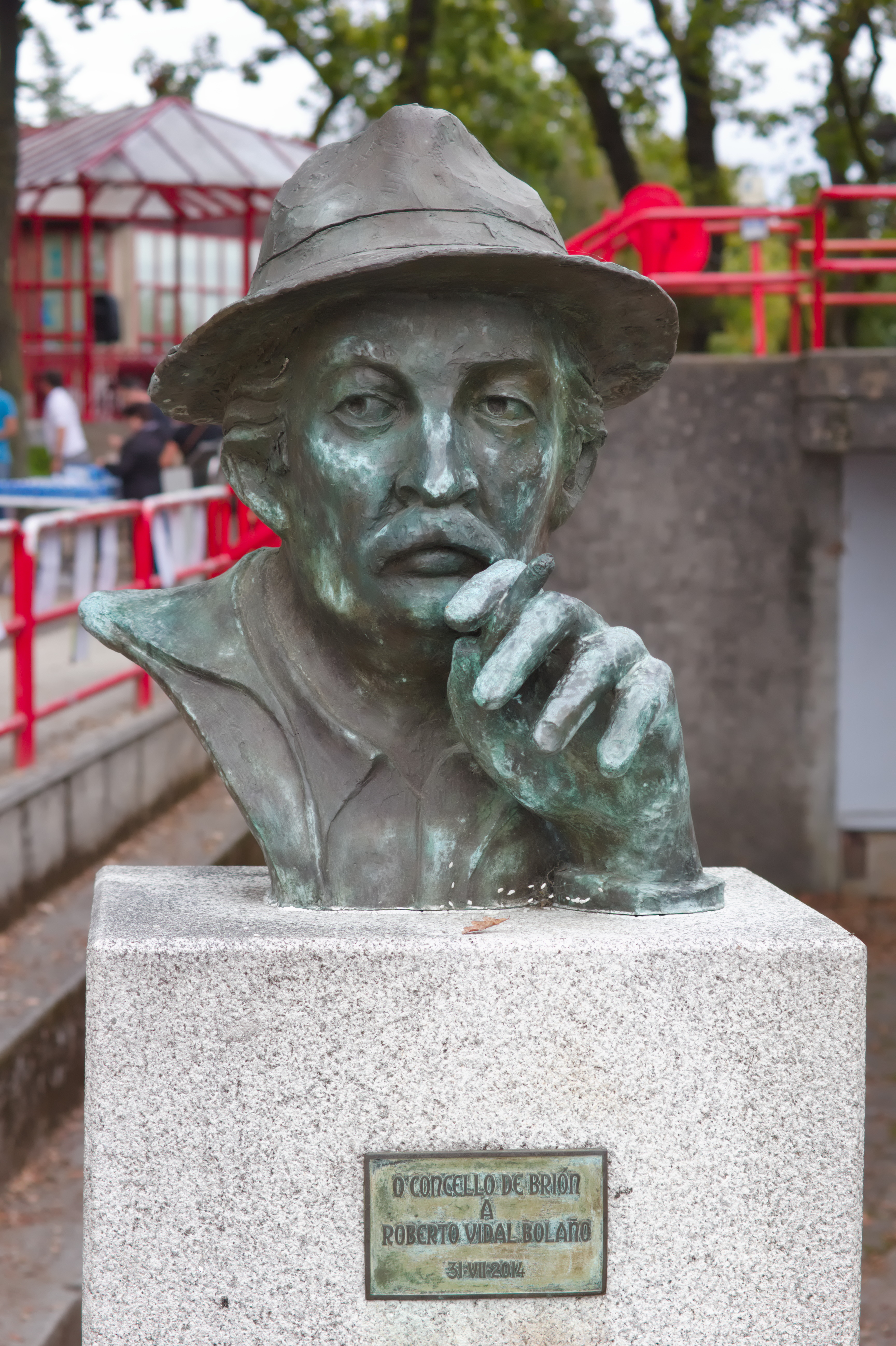
Vidal Bolaño.

Roberto Vidal Bolaño (* 31. Juli 1950 in Santiago de Compostela, Galicien; † 11. September 2002 auch in Santiago de Compostela) war ein galicischer Dramaturg und Theaterschauspieler.

## Ehrungen
2013 ist ihm der Tag der Galicischen Literatur gewidmet.

## Werke
- Laudamuco, señor de Ningures (1976, Pico Sacro) ISBN 978-84-85170-16-6.
- Bailadela da morte ditosa (1980, 1992, Sotelo Blanco) ISBN 84-86021-97-9.
- Agasallo de sombras (1992, El Correo Gallego) ISBN 978-84-85553-97-6.
- Cochos (1992, Sotelo Blanco) ISBN 978-84-7824-071-5.
- Días sen gloria (1992, Deputación da Coruña) ISBN 978-84-86040-63-5.
- Saxo tenor (1993, Xerais) ISBN 978-84-7507-715-4.
- As actas escuras (1994).
- Touporroutou da lúa e do sol (farsada choqueira para actores e bonecos, ou viceversa) (1996, AS-PG) ISBN 84-921126-0-3.
- Doentes (1998, Deputación da Coruña).
- A ópera de a patacón: versión libre para charanga e comediantes pouco ou nada subsidiados (1998, Xerais) ISBN 84-8302-277-X.
- Rastros (1998, Positivas) ISBN 978-84-87783-50-0.